# Coulombs (Calvados)
Coulombs és un municipi francès situat al departament de Calvados i a la regió de Normandia. L'any 2007 tenia 293 habitants.

## Demografia

### Població
El 2007 la població de fet de Coulombs era de 293 persones. Hi havia 103 famílies de les quals 12 eren unipersonals (8 homes vivint sols i 4 dones vivint soles), 34 parelles sense fills i 57 parelles amb fills.
La població ha evolucionat segons el següent gràfic:
Habitants censats

### Habitatges
El 2007 hi havia 112 habitatges, 103 eren l'habitatge principal de la família, 3 eren segones residències i 6 estaven desocupats. Tots els 112 habitatges eren cases. Dels 103 habitatges principals, 92 estaven ocupats pels seus propietaris, 9 estaven llogats i ocupats pels llogaters i 3 estaven cedits a títol gratuït; 3 tenien dues cambres, 5 en tenien tres, 19 en tenien quatre i 76 en tenien cinc o més. 93 habitatges disposaven pel capbaix d'una plaça de pàrquing. A 31 habitatges hi havia un automòbil i a 69 n'hi havia dos o més.

### Piràmide de població
La piràmide de població per edats i sexe el 2009 era:
| Homes | Edats   | Dones |
| ----- | ------- | ----- |
| 0     | 95 o +  | 0     |
| 0     | 90 a 94 | 0     |
| 0     | 85 a 89 | 4     |
| 0     | 80 a 84 | 0     |
| 0     | 75 a 79 | 0     |
| 4     | 70 a 74 | 0     |
| 0     | 65 a 69 | 4     |
| 4     | 60 a 64 | 8     |
| 12    | 55 a 59 | 8     |
| 8     | 50 a 54 | 8     |
| 4     | 45 a 49 | 4     |
| 12    | 40 a 44 | 4     |
| 20    | 35 a 39 | 20    |
| 8     | 30 a 34 | 12    |
| 4     | 25 a 29 | 4     |
| 4     | 20 a 24 | 8     |
| 0     | 15 a 19 | 16    |
| 16    | 10 a 14 | 8     |
| 12    | 5 a 9   | 16    |
| 16    | 0 a 4   | 0     |

## Economia
El 2007 la població en edat de treballar era de 199 persones, 160 eren actives i 39 eren inactives. De les 160 persones actives 146 estaven ocupades (87 homes i 59 dones) i 14 estaven aturades (8 homes i 6 dones). De les 39 persones inactives 17 estaven jubilades, 15 estaven estudiant i 7 estaven classificades com a «altres inactius».

### Ingressos
El 2009 a Coulombs hi havia 104 unitats fiscals que integraven 290 persones, la mediana anual d'ingressos fiscals per persona era de 23.432 €.

### Activitats econòmiques
Dels 10 establiments que hi havia el 2007, 1 era d'una empresa extractiva, 4 d'empreses de construcció, 4 d'empreses de comerç i reparació d'automòbils i 1 d'una empresa de serveis.
Dels 4 establiments de servei als particulars que hi havia el 2009, 1 era un paleta, 1 guixaire pintor, 1 lampisteria i 1 electricista.
L'únic establiment comercial que hi havia el 2009 era una botiga de mobles.
L'any 2000 a Coulombs hi havia 7 explotacions agrícoles.

## Equipaments sanitaris i escolars
El 2009 hi havia una escola elemental integrada dins d'un grup escolar amb les comunes properes formant una escola dispersa.

## Poblacions més properes
El següent diagrama mostra les poblacions més properes.